# Dopady evropské migrační krize v Česku

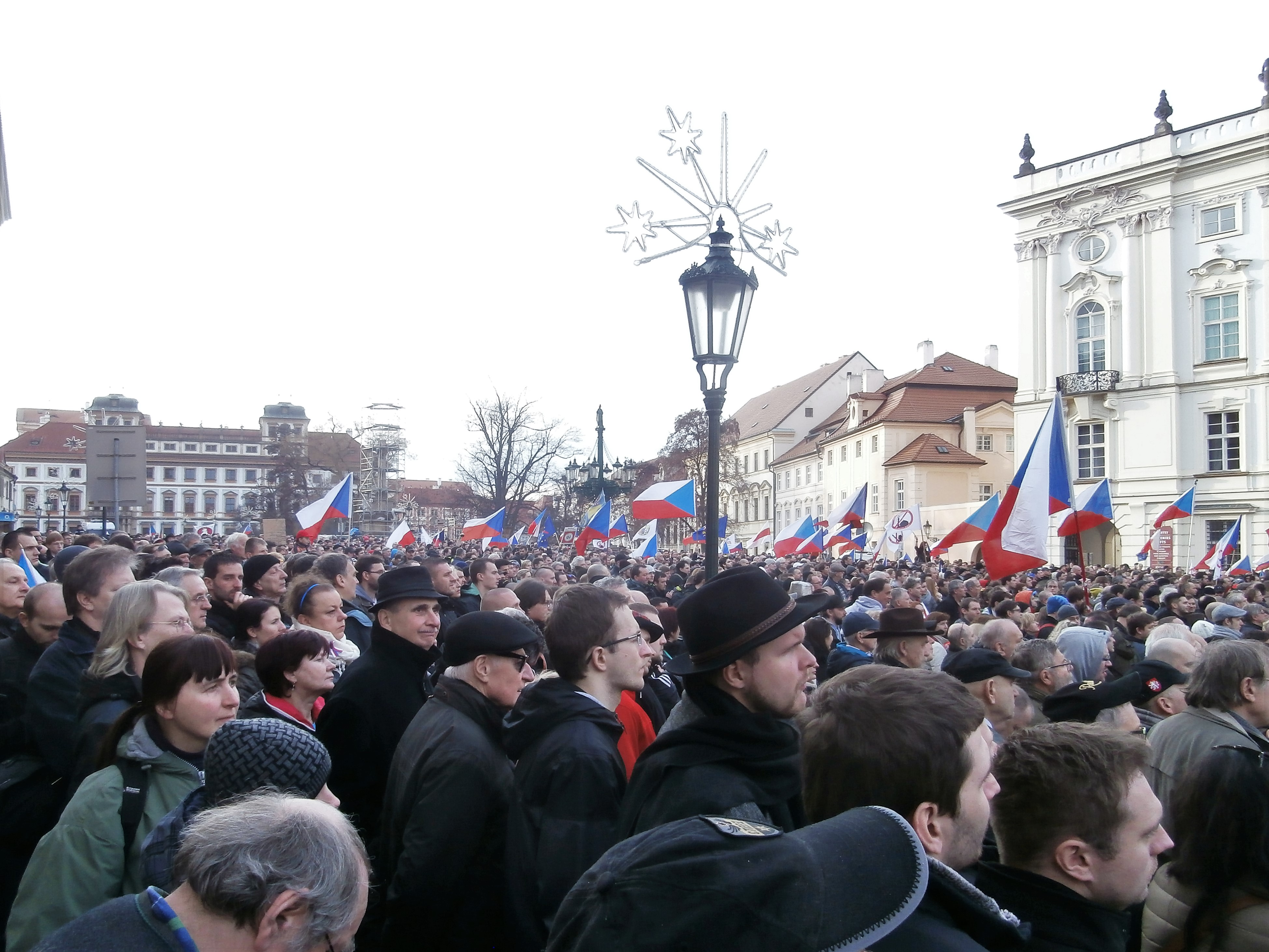
Antiimigrační demonstrace v Praze na Hradčanském náměstí 6. 2. 2016

Přes Českou republiku v průběhu tzv. evropské migrační krize dlouhodobě neprochází žádná hlavní migrační trasa, kterou se dostávají imigranti v rámci schengenského prostoru do západní a severní Evropy. Přestože se Česko neřadí mezi členské státy Evropské unie, které jsou hlavními cílovými zeměmi migrantů, staly se na politické scéně migrační krize a azylová a přistěhovalecká politika EU důležitými tématy, na které sázejí především protiimigračně a euroskepticky zaměřené strany. V souvislosti s ruskou invazí na Ukrajinu silně stoupl počet válečných uprchlíků, kteří se přistěhovali do České republiky.

## Politické dopady

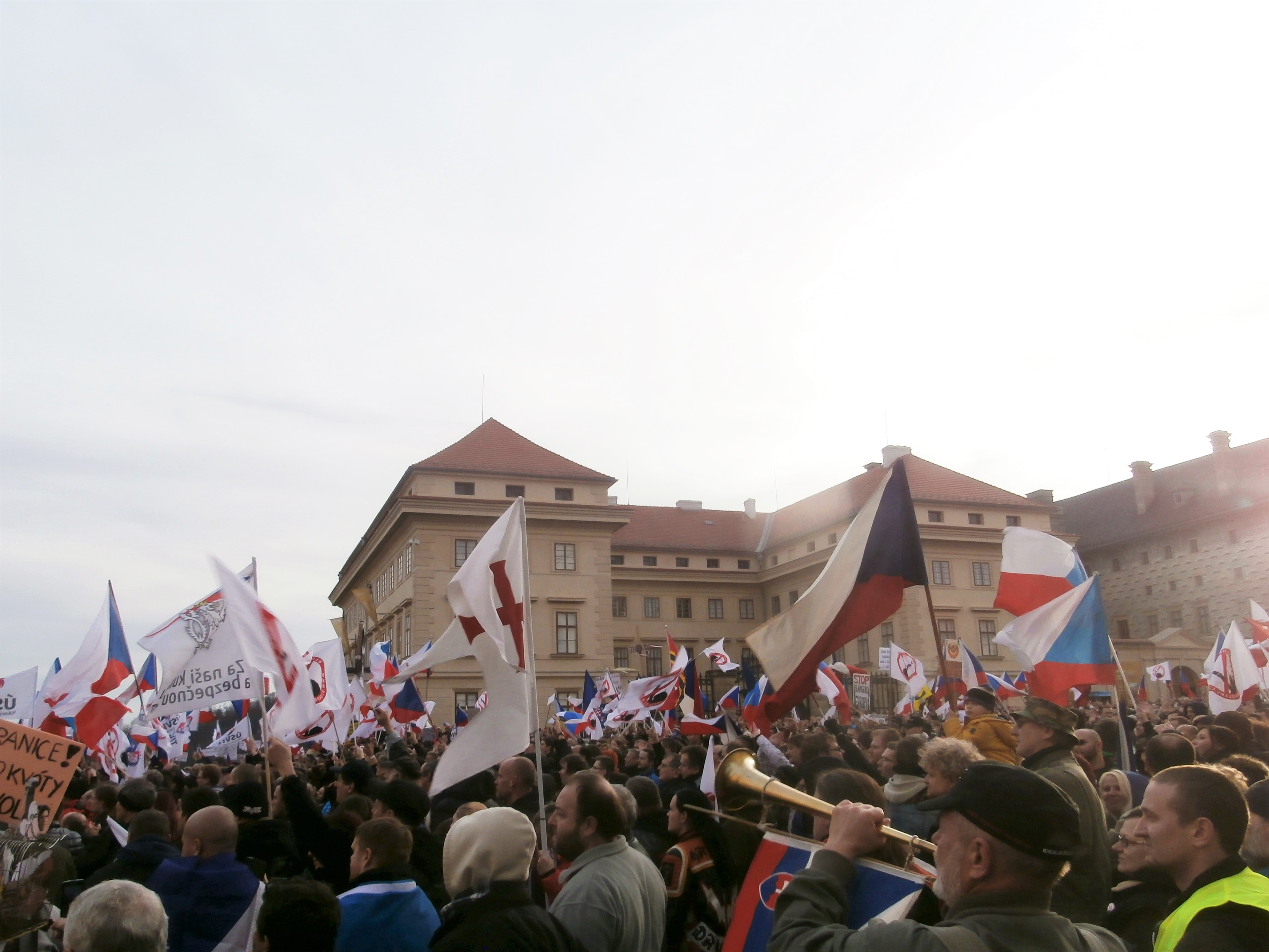
Úsvit - Národní Koalice a Blok proti islámu profitují z problematiky migrační krize, únorová demonstrace v Praze

Na české politické scéně se evropská migrační krize projevila zejména tím, že část politického spektra začala důrazněji upozorňovat na tuto problematiku. Téma migrační krize se v České republice stalo od roku 2015 jedním z hlavních politických témat. Ministerstvo vnitra zaznamenalo v té souvislosti aktivizaci různých populistických subjektů, politických hnutí a iniciativ, vymezujících se vůči muslimům a migraci, často také velmi agresivně vůči svým odpůrcům či lidem projevujícím nesouhlas s jejich názory, čímž přispívaly k polarizaci společnosti. Často vzešly z prostředí sociálních sítí a po dosažení určité popularity začaly působit na veřejnosti. Z nichž mezi hlavní subjekty patřila iniciativa Islám v České republice nechceme (IvČRN), vedená entomologem Martinem Konvičkou a vzešlá z platformy Czech Defense League, později transformovaná ve spolek Blok proti islámu a navazující spolupráci s Úsvitem – Národní koalicí nebo Unií bezpečnostních sborů, s německým hnutím PEGIDA.
Také řada politických stran přijala problematiku migrační krize za stěžejní téma svého programu, např. hnutí Úsvit – Národní koalice, Svoboda a přímá demokracie vedená Tomiem Okamurou nebo krajně pravicová strana Národní demokracie Adama B. Bartoše. O něco mírněji proti přijímání imigrantů vystupují ODS a Svobodní. K opačným názorům se v Česku hlásí především Strana zelených. Vláda Bohuslava Sobotky patřila ve srovnání napříč celou Evropskou unií spíše k protiimigračním subjektům, v České republice byla naopak někdy kritizována za přílišnou otevřenost vůči žadatelům o azyl. Ostře proti imigraci se vyjadřoval prezident Miloš Zeman nebo šéf hnutí ANO Andrej Babiš, který v roce 2015 odmítl uprchlické kvóty na rozmístění žadatelů o azyl v členských státech EU a migrační vlnu z Blízkého východu a Afriky označil za „největší ohrožení Evropy.“ Babiš přičetl vinu za útok kamionem na vánočních trzích v Berlíně v prosinci 2016 německé kancléřce Angele Merkelové, která podle Babiše svou politikou umožnila „nekontrolovanou migraci“ do Evropy. Premiér Bohuslav Sobotka tento Babišův výrok odmítl.
Na úrovni regionální spolupráce se problematikou imigrace zabývá Visegrádská skupina, složená z Česka, Slovenska, Polska a Maďarska. Ta patří mezi nejvýraznější kritiky přístupu Evropské unie k imigrační krizi, mj. odmítá princip distribuce žadatelů o azyl po celé unii, požaduje ochranu vnější schengenské hranice a fungující návratový systém ekonomických migrantů. Česká vláda také vyslala několik desítek policistů do Maďarska, Slovinska a následně i do Republiky Makedonie.

## Migranti v Česku

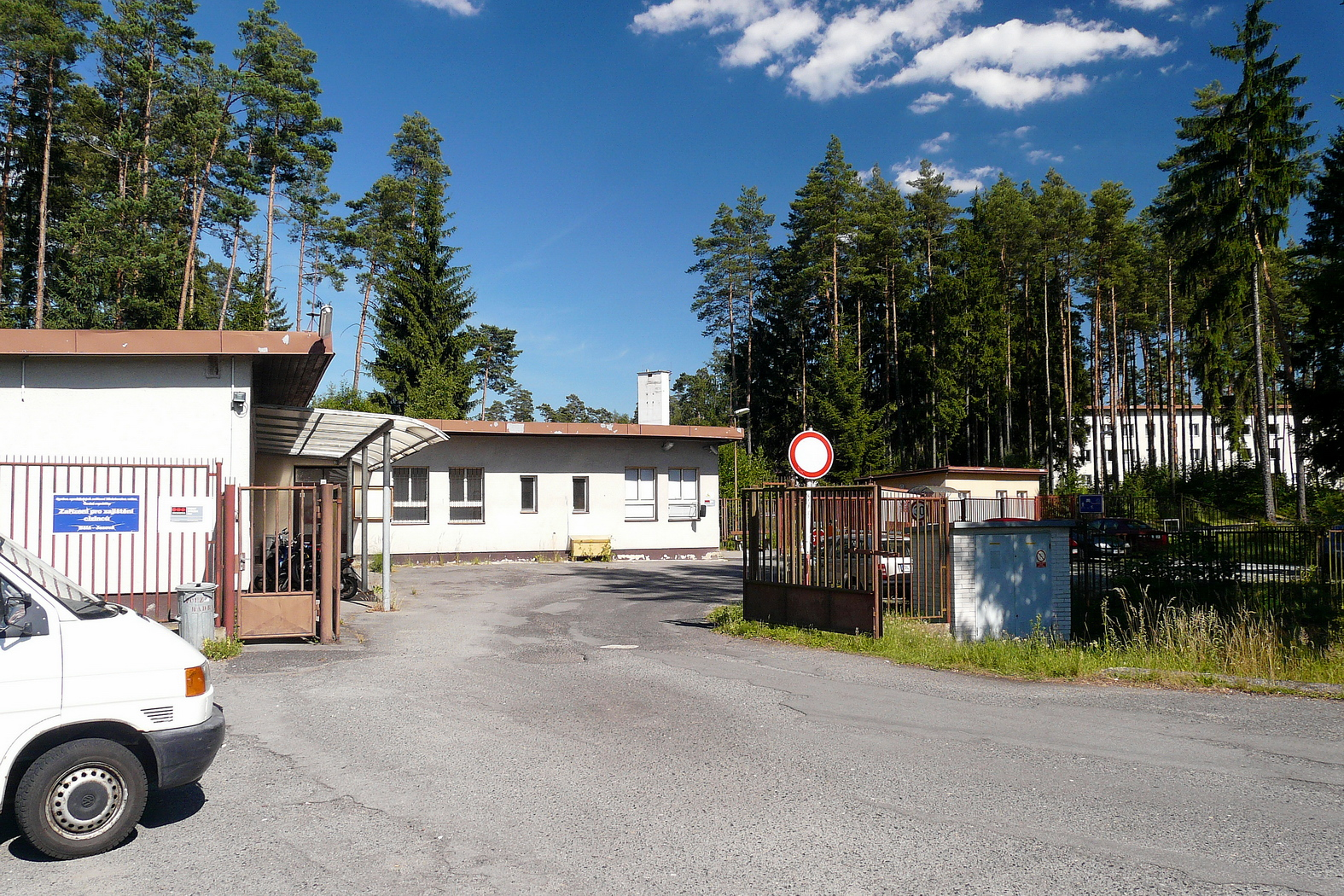
Zařízení pro zajištění cizinců nelegálně pobývajících na území ČR Bělá-Jezová

Česká vláda dne 17. června rozhodla o zavedení namátkových kontrol na českých hranicích s Rakouskem a poté, co dne 13. září oznámila německá vláda kvůli přívalu migrantů obnovení hraničních kontrol na německo-rakouské hranici, zpřísnila Česká republika kontroly na hranici s Rakouskem. Zhoršená situace v Česku panovala během srpna a září 2015, kdy se zvýšil počet běženců projíždějících přes Česko, což vedlo k přeplněnosti českých detenčních zařízení. Na podzim 2015 proběhlo společné cvičení české policie a armády, které mělo otestovat jejich připravenost na případné obnovení hraničních kontrol. Vedou se debaty o možnosti nasazení armády v případě převedení některé hlavní migrační trasy do Česka.
Česká republika je pro migranty v drtivé většině případů jen tranzitní zemí a nárůst žádostí o azyl zde není na rozdíl od některých západoevropských států příliš výrazný; za celý rok 2015 zde bylo podáno celkem 1 525 žádostí, což je o téměř 50 % více než v roce 2014, přičemž někteří imigranti ale žádali o azyl opakovaně. Podle údaje EUROSTATu počet  žadatelů o azyl (osob) v roce 2015 činil 1 239 migrantů. Od zavedení mimořádných opatření v polovině června 2015 do konce roku 2015 bylo v ČR zadrženo téměř 3 300 nelegálních migrantů. Za rok 2015 byl azyl udělen 71 osobám, doplňkovou ochranu (tzn. azyl pouze na určitou dobu) získalo 399 uprchlíků. Přes Českou republiku v první polovině roku 2016 neprochází žádná hlavní migrační trasa, po které se imigranti nelegálně dostávají do zemí západní Evropy. Před počátkem evropské migrační krize na jaře 2015 fungovalo v Česku jediné detenční zařízení pro zajištění cizinců, které se nacházelo v Bělé-Jezové. V průběhu léta 2015 ale musely být kvůli výrazně vzrůstajícím počtům nelegálních migrantů otevřeny další 3 zařízení pro zajištění cizinců, a to ve Vyšních Lhotách, Zastávce u Brna a v Drahonicích na Lounsku, která zvýšila kapacitu detenčních zařízení až na 1 580 osob.
| Rok  | Žádosti | Rozhodnutí | Azyl | Ochrana |
| 2013 | 707     | 978        | 95   | 256     |
| 2014 | 1156    | 1012       | 82   | 294     |
| 2015 | 1525    | 1387       | 71   | 399     |
| 2016 | 1475    | 1410       | 148  | 302     |

(Zdroj: MVČR)

### Rok 2022
Počet migrantů stoupl v souvislostí s ruskou invazí na Ukrajinu. Ke dni 4.3.2022 bylo v Česku cca 50 tisíc uprchlíků z Ukrajiny. Ke dni 13.3.2022 bylo v Česku kolem 200 tisíc ukrajinských uprchlíků. Ke dni 10.4..2022 bylo v Česku uprchlíkůmz Ukrajiny vydáno celkem 276.657 víz.

## Demonstrace v souvislosti s migrační krizí

### 2015

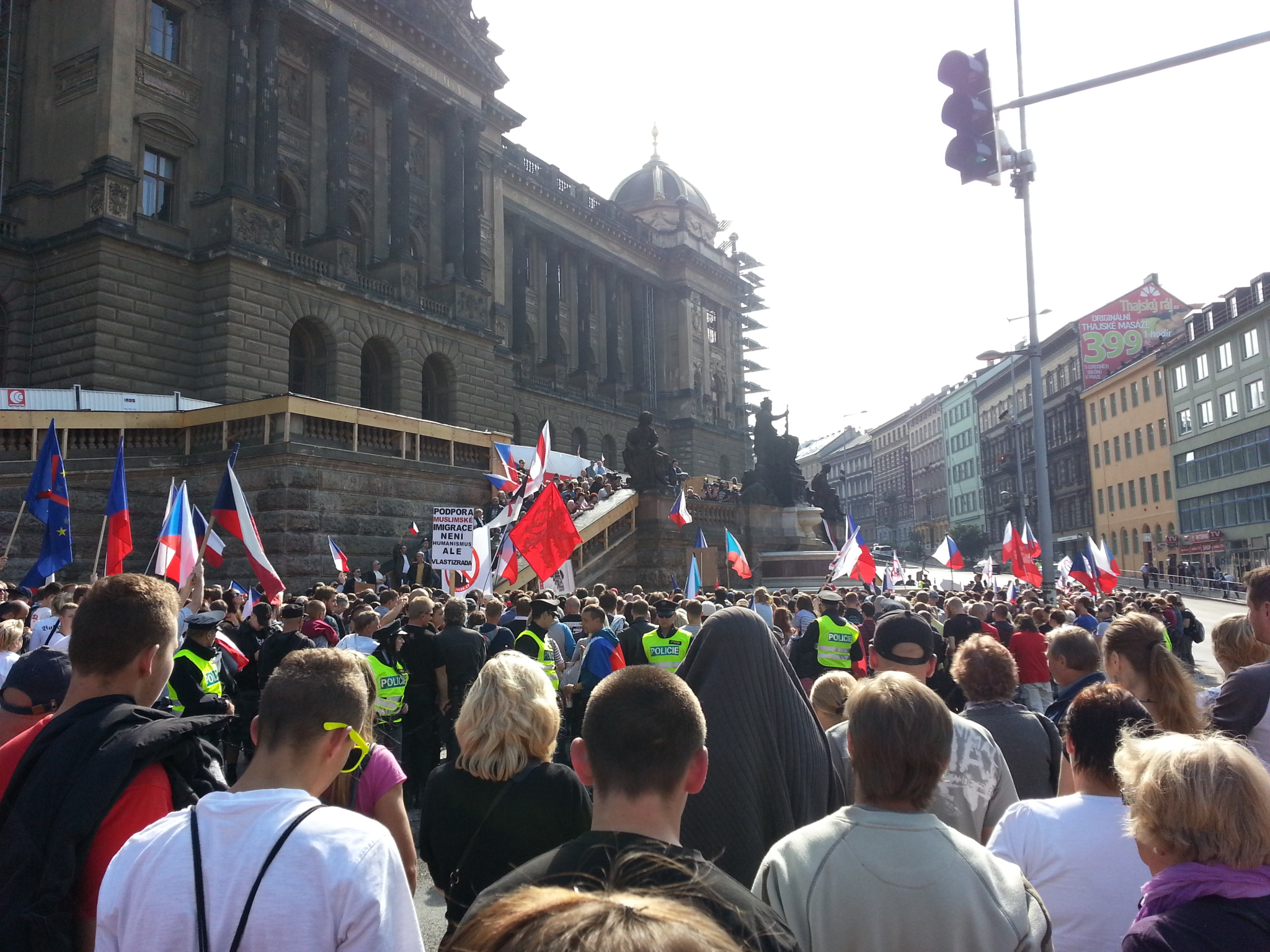
Protiimigrační demonstrace v Praze dne 12. září 2015

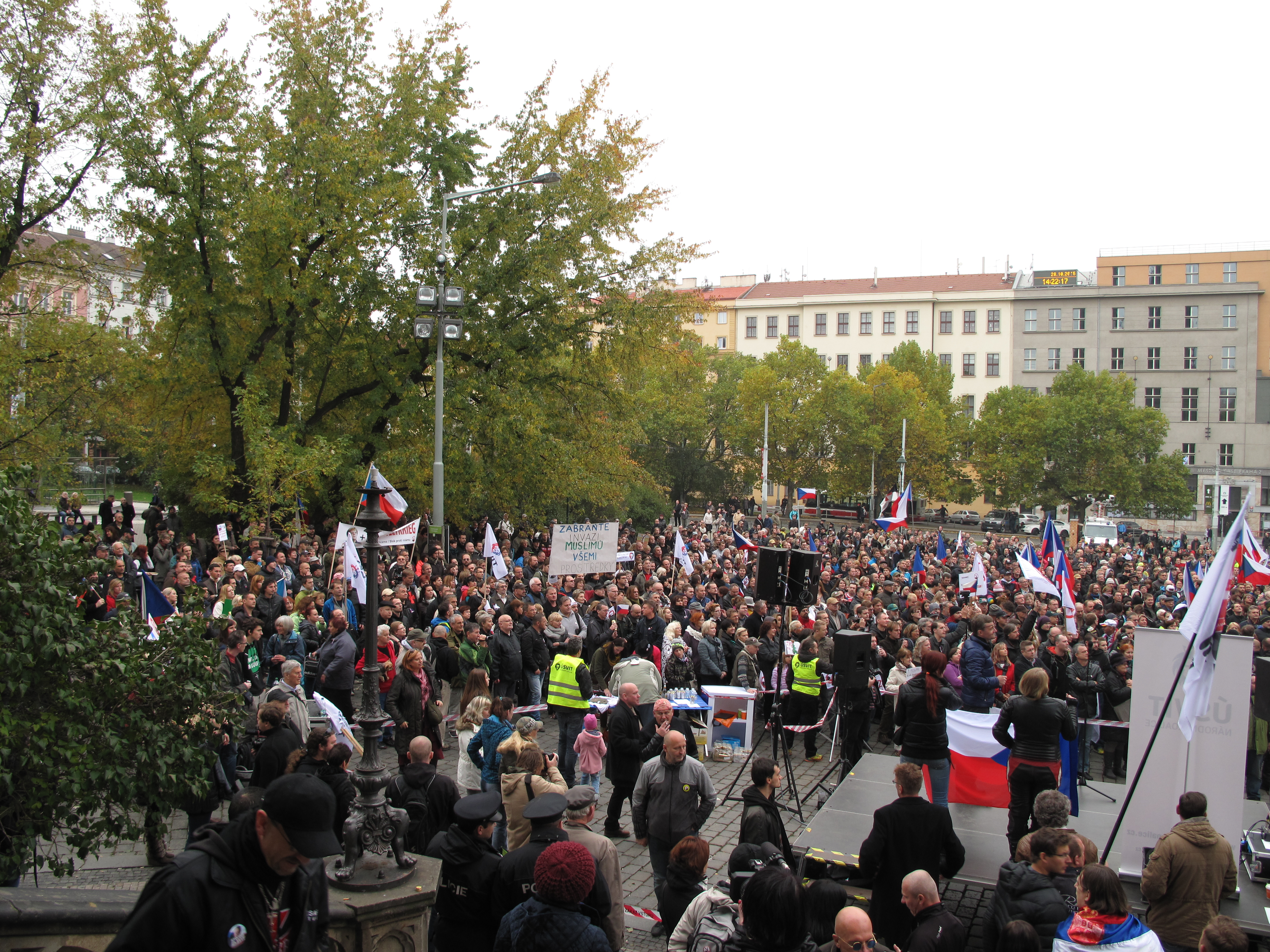
Demonstrace proti imigraci a islámu na náměstí Míru dne 28. října 2015

Od června 2015 se v Česku, a zejména pak v Praze, pravidelně konají demonstrace proti imigraci. První velká demonstrace proti imigraci, svolaná iniciativou Islám v ČR nechceme, se konala dne 30. června na pražském Palackého náměstí. Další demonstrace uspořádala v červenci a srpnu hnutí jako krajně pravicová Národní demokracie či Svoboda a přímá demokracie Na Můstku u Václavského náměstí, na náměstí Míru a na Vyšehradě, kde se radikální odpůrci imigrace dožadovali vystoupení z Evropské unie a NATO a nařkli českou vládu z vlastizrady. Vzestupu protiimigračních nálad se opakovaně neúspěšně pokoušela využít také DSSS. Dne 12. září se uskutečnily v Praze na Václavském náměstí dvě demonstrace; jedna na podporu uprchlíků, kde se shromáždily zástupci některých iniciativ a politických stran (Strana zelených, Pirátská strana) a další proti imigrantům, kde vystoupili např. Tomio Okamura a Martin Konvička. Dne 28. října se v Praze, Brně, Ostravě, Liberci a dalších městech napříč Českou republikou uskutečnily demonstrace proti imigraci a islámu, kterých se zúčastnilo celkem přes 3 000 lidí. Dne 17. listopadu uspořádal na pražském Albertově protiimigrační demonstraci Blok proti islámu přetransformovaný z iniciativy Islám v ČR nechceme, který bývá někdy řazen mezi krajně pravicové strany. Protestní akce se zúčastnilo přes 2 000 lidí a u příležitosti výročí sametové revoluce na ní vystoupil i prezident Miloš Zeman, což bylo v médiích opakovaně kritizováno.

### 2016

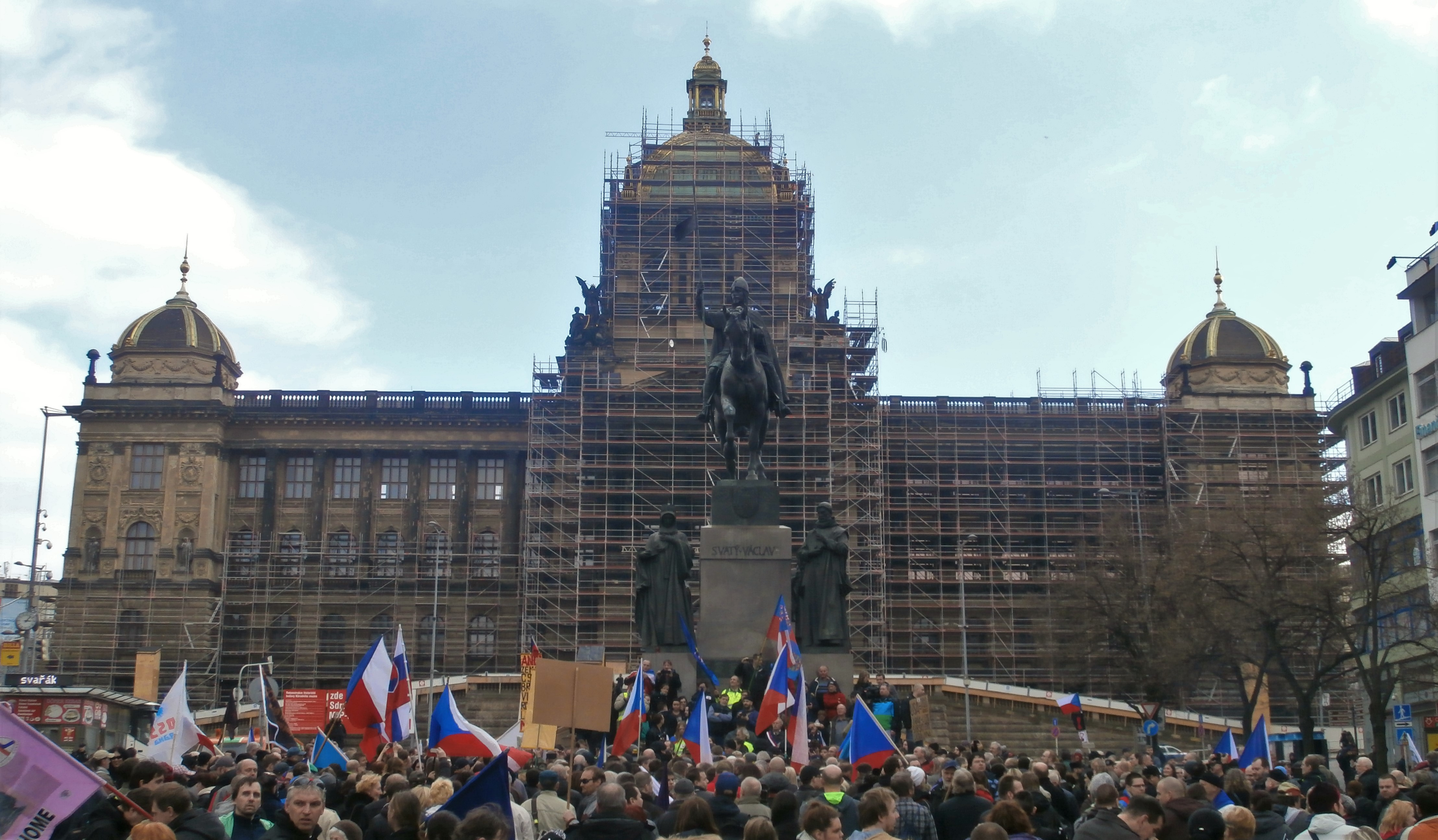
Demonstrace krajně pravicové Národní demokracie, 26. 3. 2016

Dne 6. února 2016 uspořádal doposud největší demonstraci proti imigraci s účastí řádově tisíci lidí kontroverzní Blok proti islámu (BPI) na pražském Hradčanském náměstí; mezi řečníky zde vystoupili předseda BPI a entomolog Martin Konvička nebo předseda hnutí Úsvit-NK Miroslav Lidinský. Téhož dne uspořádala demonstrace také protiimigrační hnutí Svoboda a přímá demokracie, Národní demokracie, proimigrační iniciativa NE rasismu a další hnutí; celková účast na demonstracích pořádaných 6. února byla odhadnuta na řádově vyšší tisíce osob. Dne 26. března se shromáždilo několik set příznivců krajně pravicové strany Národní demokracie na demonstraci na Václavském náměstí v Praze. Zde byl zadržen při proslovu předseda strany Adam B. Bartoš. Stalo se tak poté, co řekl, že přijímání migrantů "je vlastizrada, která musí být potrestána trestem nejvyšším". Jeho zadržení vyvolala u některých extremistů silnou nevoli a v průběhu demonstrace tak museli být nasazeni těžkooděnci. B. Bartoš byl ještě téhož dne večer propuštěn. Platformou pro odpůrce imigrace se staly ve značné míře také diskuzní stránky a sociální sítě, kde se v létě 2015 šířilo i několik zavádějících zpráv, kterými se zabývala také česká policie.

## Veřejné mínění

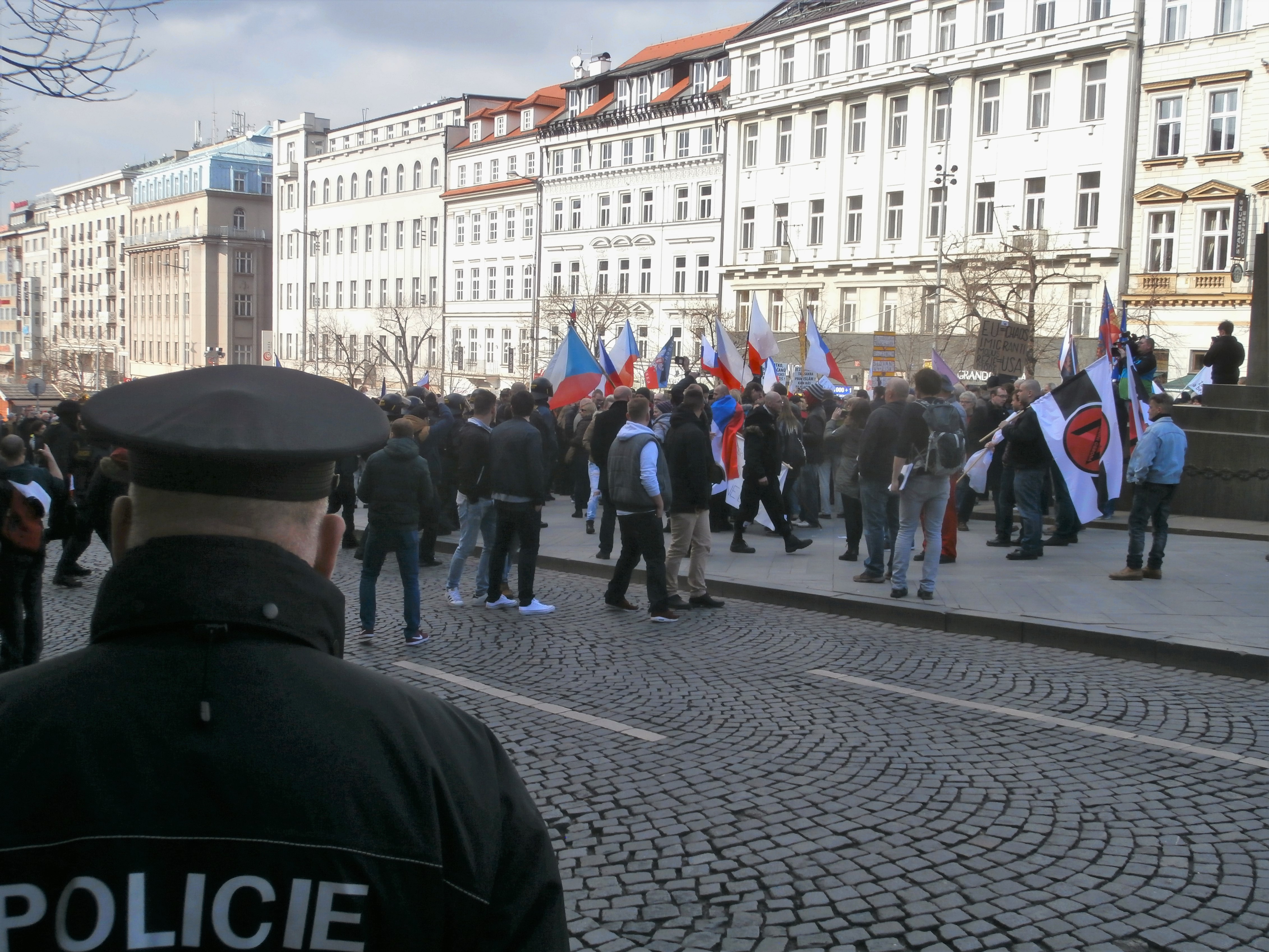
Policista dohlíží na demonstraci extremistické Národní demokracie

Podle průzkumů veřejného mínění patří Česká republika dlouhodobě mezi státy s nejodmítavějším vztahem k přijímání imigrantů. Z výzkumů prováděných v roce 2016 vyplývá, že přes 80 % Čechů odmítá přijímání imigrantů z Blízkého východu a severní Afriky, opačný názor zastává necelých 15 % lidí. Proti jakémukoliv přijímání žadatelů o azyl z válečných oblastí je 65 % procent obyvatel Česka, necelých 30 % lidí je pro dočasné přijetí běženců po dobu probíhajícího válečného konfliktu a jen 3 % souhlasí s jejich trvalým usídlením v Česku. Počet stoupenců přijímání migrantů od léta 2015 postupně klesá, naopak u odpůrců imigrace se projevuje dlouhodobě vzrůstající trend. Kolem 70 % lidí také souhlasí s případným obnovením hraničních kontrol na hranicích České republiky.
Kritici imigrace začali pro zastánce imigrace v českém kontextu používat termín sluníčkář, který se v tomto významu objevil zcela poprvé. Jedná se o výraz posměšný až pejorativní a označuje člověka, který je nakloněný multikulturalismu, vstřícný k přijímání muslimských žadatelů o azyl, pozitivní až naivní a spíše levicově zaměřený; v této krizi je otevřený vůči přijímání migrantů.
Nepominutelný vliv na veřejné mínění české společnosti měla mediální prezentace migračního tématu. Za kulminační období v září a říjnu 2015 monitoroval server HlídacíPes.org 7 největších českých deníků, přičemž nejvíce článků vydala Mladá fronta DNES (466), následovaná Právem (448) a Lidovými novinami (313). Nejnegativnější byly titulky v bulvárních denících Blesk a Aha!, ze seriózních v Právu. Nejpozitivnější byly naopak titulky v Deníku a Lidových novinách. Právo však mělo také druhý největší podíl titulků neutrálních, těsně po Hospodářských novinách a před MF Dnes. Výzkumníci z Fakulty sociálních studií Masarykovy univerzity v analýze nejvlivnějších televizních zpravodajských pořadů Události a Televizní noviny za období od března do září 2015 dospěli ke zjištění, že obě relace kladly velký důraz především na bezpečnostní a administrativní stránku krize, v rámci průběhu ČR zejména ve vztahu k tzv. policejním tématům – kontrolám, ostraze hranic a zabezpečení detenčních zařízení. Absentovaly naopak příčiny krize v zemích původu a upozaděn byl humanitární aspekt krize. To souviselo i s mluvčími, kteří dostávali prostor, mezi nimiž dominoval ministr vnitra, z nepolitických osob pak zástupci bezpečnostních složek. Mezi zaznívajícími návrhy řešení převažovala řešení krátkodobá a silová.
Postoj veřejnosti k válečným uprchlíkům dočasně změnila ruská invaze na Ukrajinu, po které se začala projevovat solidarita české veřejnosti s uprchlíky z Ukrajiny. V roce 2023 došlo k několika incidentům mezi Ukrajinci a českými Romy. Podle výzkumů společnosti PAQ research z roku 2024 se 57 % ukrajinských uprchlíků setkalo s verbálními útoky ze strany Čechů.